# Emma Clothier
Emma Scarlett Clothier (* 19. Januar 2001 in Carrollton) ist eine US-amerikanische Volleyballspielerin.

## Karriere
Clothier begann ihre Karriere an der Hebron High School. Von 2019 bis 2022 studierte sie an der Florida State University. 2023 schloss sie ihr Studium an der Southern Methodist University ab. Im Dezember 2023 nahm sie am Draft der neu gegründeten US-amerikanischen Profi-Liga Pro Volleyball Federation teil und wurde in der vierten Runde von Grand Rapids Rise gedraftet. Schlussendlich wurde sie dort nicht unter Vertrag genommen und schloss sich für die Saison 2023/24 in Puerto Rico Pinkin de Corozal an. 2024 wurde sie vom deutschen Bundesligisten Dresdner SC verpflichtet.